# Centralnosemitski jezici
Centralnosemitski jezici, grana semitskih jezika dana raširenih na područjima Izraela, Sirije, Iraka, palestinskog područja, sjeverne Afrike, Arapskog poluotoka i drugdje. Dvije su glavne skupine aramejska i južna centralnosemitska. Obuhvaća 57 jezika: 
a) Aramejski: 
a1. istočni (17): babilonski talmudski aramejski, bijil neoaramejski, bohtan novoaramejski, hulaulá, hértevin, kildani (novokaldejski), klasični mandejski (†), koy sanjaq surat, lishán didán, lishana aturaya, lishana deni, lishana didán ili lishanid noshan, mandejski jezik, mlahsö, senaya, sirski, turoyo.
a2. zapadni (2): samarijanski aramejski, zapadni novoaramejski (maalula)
b) Južni:
b1) Arapski jezici (35) Arapski poluotok, sjeverna Afrika: arapski (33 različitih arapskih jezika), hassaniyya, malteški.
b2) Kanaanski jezici ili kanaanitski (3 bez drevnih) Izrael, Palestina: starohebrejski (†), hebrejski, samarijanski hebrejski.
sam'alski (lokalni kod qey)
c. neklasificirani (1): Deir alla (lokalni kod xdr)

## Vanjske poveznice
- Ethnologue (14th)
- Ethnologue (15th)
- Tree for Central Semitic[neaktivna poveznica]